# Wojciech Włodarczyk
Wojciech Włodarczyk (Andrychów, 28 de octubre de 1990) es un jugador profesional de voleibol polaco, juego de posición punta-receptor.

## Palmarés

### Clubes
MEVZA:
- 2013

Campeonato de Austria:
- 2013

Campeonato de Polonia:
- 2014
- 2015

### Selección nacional
Universiada:
- 2013